# Cerebus the Aardvark
Cerebus també Cerebus the Aardvark és una sèrie de còmics creada pel dibuixant canadenc Dave Sim publicada entre desembre de 1977 i març de 2004. El personatge principal de la sèrie de 300 números és un aardvark antropomòrfic que pren en diversos papers al llarg de la sèrie: bàrbar, primer ministre i papa entre ells. La sèrie destaca per la seva experimentació en la forma i el contingut, i per la destresa de la seva obra d'art, sobretot després que l'artista de fons Gerhard s'unís en el número 65. A mesura que la sèrie avançava, es va convertir cada cop més en una plataforma per a les creences controvertides de Sim.
El còmic va començar com una paròdia dels còmics d'espasa i bruixeria, principalment la versió de Conan el bàrbar editada per Marvel Comics, tanmateix, va evolucionar per explorar una varietat d'altres temes, com ara la política, la religió i les qüestions de gènere. Amb un total de 6.000 pàgines, es va anar fent progressivament més seriós i ambiciós que les seves arrels paròdiques. Sim va anunciar aviat que la sèrie acabaria amb la mort del personatge principal. La història compta amb un gran repartiment de personatges, molts dels quals van començar com a paròdies de personatges de còmics i de la cultura popular.
Començant amb la història de l'"Alta Societat", la sèrie es va dividir en "novel·les" autònomes, que formen part de la història general. Les deu "novel·les" de la sèrie s'han recollit en 16 llibres, coneguts com "guies telefòniques de Cerebus".
Cerebus fou autopublicat per Dave Sim sota la seva bandera editorial Aardvark-Vanaheim, Inc. Durant els primers anys l'editor de la companyia va ser Deni Loubert, la xicota de Sim (els dos es van casar i es van divorciar durant la tirada del còmic). La posició de Sim com a autoeditor pioner en còmics va inspirar nombrosos escriptors i artistes després d'ell, sobretot Jeff Smith (Bone), Terry Moore (Strangers in Paradise) i Martin Wagner (Hepcats).